# آنا فيتزباتريك
آنا فيتزباتريك (بالإنجليزية: Anna Fitzpatrick)‏ مواليد 6 أبريل 1989 في شفيلد، جنوب يوركشير، هي لاعبة كرة مضرب بريطانية بدأت مسيرتها كمحترفة سنة 2005 تلعب باليد اليمنى. أعلى تصنيف لها في الفردي كان المركز الـ 318 في سنة 2008. في سنة 2006 فاز ببطولة إلكلي في المملكة المتحدة بعد تغلبها على البريطانية آنا سميث.

## روابط خارجية
- آنا فيتزباتريك على موقع رابطة محترفات التنس (الإنجليزية)
- آنا فيتزباتريك على موقع الاتحاد الدولي لكرة المضرب (الإنجليزية)
- آنا فيتزباتريك على موقع خلاصة التنس.كوم (الإنجليزية)
- آنا فيتزباتريك على موقع إي إس بي إن.كوم (الإنجليزية)